# Jorick Pol
Jorick Pol (* 26. Februar 2004 in Emmen) ist ein niederländischer Handballspieler.

## Karriere

### Im Verein
Jorick Pol spielte in den Niederlanden für HV Hurry-Up. Im Sommer 2025 wechselte er zum deutschen Drittligisten TSV Neuhausen und erhielt zusätzlich ein Doppelspielrecht für den Erstligisten TVB Stuttgart.

### In Auswahlmannschaften
Pol stand im erweiterten Kader der niederländischen A-Nationalmannschaft für die Weltmeisterschaft 2025. In der Hauptrunde wurde er in den Kader nachnominiert, absolvierte im Turnier zwei Spiele und belegte mit dem Team den 12. Platz.